# Karabinek wz. 1929
O kbk wz. 29 (carabina modelo 1929) era um mosquetão de ação por ferrolho polonês baseado no Kar98AZ alemão. Seus atributos de identificação incluem um retém de baioneta no mastro, estilo 98/05, terminando diretamente abaixo da massa de mira e orelhas de proteção em forma de asa em ambos os lados da lâmina da massa de mira. Os modelos de cavalaria apresentavam uma alavanca de ferrolho virada para baixo, e as primeiras versões tinham um gancho de empilhamento próximo à extremidade da coronha, no lado direito.

## História do projeto
Após recuperar a independência em 1918, o Exército Polonês foi armado com armas remanescentes das nações que ocuparam a Polônia durante a Era da Partição, incluindo o Mosin-Nagant russo, o Steyr-Mannlicher austríaco e o Gewehr 98 alemão. Fuzis Berthier e Lebel franceses dos soldados do Exército Azul também estavam presentes, assim como o Arisaka japonês e armas da Grã-Bretanha, como o Lee-Enfield.
Como resultado, ao final da Guerra Polaco-Soviética em 1921, o exército polonês estava armado com aproximadamente 24 tipos de armas e 22 fuzis disparando diferentes munições. Em um esforço para reduzir as dificuldades logísticas, o Exército Polonês buscou adotar um único tipo de fuzil. Convenientemente, o Tratado de Versalhes, tendo estabelecido a Cidade Livre de Danzigue, deu ao Exército Polonês acesso às instalações de fabricação de armas no Arsenal de Danzigue, facilitando a escolha do mecanismo Mauser 98 como base para qualquer novo fuzil militar polonês. O Mauser também era indiscutivelmente um dos melhores fuzis de ferrolho da época e o melhor disponível para a Polônia. A produção do wz. 98 começou em julho de 1922, após a mudança das máquinas de Danzigue para Varsóvia e a criação da Fábrica Nacional de Fuzis em Radom.
Dois anos depois, a produção dos fuzis wz. 98 foi interrompida. Os militares buscaram adotar um fuzil de comprimento intermediário, como o Lee-Enfield, o M1903 Springfield ou o Karabiner 98a alemão, com base em análises da experiência de combate na Primeira Guerra Mundial e na Guerra Polaco-Soviética.
O uso em campo dos fuzis K98a mostrou que o projeto não era adequado para uso como arma de infantaria (originalmente, o K98a havia sido desenvolvido como uma arma para tropas auxiliares ou especiais). A maior falha era a fraca montagem da baioneta, pois o retém da baioneta se quebrava ao atingir objetos duros. O K98a também usava uma ação Mauser de anel pequeno, o que complicou o processo de produção. Após a mudança do pós-guerra para carabinas de anel grande com canos de 600 mm e comprimentos de retém de baioneta/boca no estilo Gewehr 98, como o vz. 24 da Checoslováquia, foi tomada a decisão de desenvolver um fuzil de modelo intermediário para o Exército Polonês. O projeto foi finalizado em 1929. O novo fuzil wz. 29 foi baseado no antigo fuzil wz. 98, mas com coronha e cano mais curtos, ligas mais fortes para o receptor e cano, uma câmara reforçada e maior tolerância dimensional na ação, permitindo fácil intercambialidade de peças. Havia duas versões do fuzil: os modelos de infantaria tinham alavancas de ferrolho retas, enquanto os modelos de cavalaria tinham alavancas curvas. Como ambas as variações usavam a mesma coronha, os modelos de cavalaria tinham um recorte na coronha para a alavanca curva.
A produção das novas armas começou em 1930 na Fábrica Nacional de Armas em Radom. Apesar da produção de fuzis wz. 98a ter começado em 1936, a produção do wz. 29 continuou até setembro de 1939, com um total de aproximadamente 264.000 fuzis produzidos, incluindo fuzis produzidos para exportação para a Espanha e o Afeganistão.
Durante a Campanha de Setembro, fuzis wz. 29 foram utilizados pelo Exército Polonês na defesa da Polônia, contra as tropas alemãs que utilizavam o similar Karabiner 98k. Após a derrota da Polônia, eles foram utilizados pelos guerrilheiros da Resistência Polonesa. Fuzis wz. 29 capturados também foram utilizados pela Wehrmacht como Gewehr 298(p).

## Visão geral técnica
O wz. 29 era um fuzil de ferrolho, com a típica trava Mauser, com dois grandes ressaltos principais na cabeça do ferrolho e um terceiro ressalto de segurança na parte traseira. Era alimentado por um carregador fixo bifilar, com capacidade para cinco cartuchos. Uma trava de segurança de três posições era fixada na parte traseira do ferrolho, prendendo o percussor. As miras consistiam em uma massa de mira frontal do tipo poste aberto e uma alça de mira do tipo tangente com um entalhe traseiro em forma de V; a alça de mira era uma mira tangente traseira, graduada de 100 a 2.000 metros em intervalos de 100 metros. A arma era equipada com uma baioneta do tipo faca wz. 29.

## Gewehr 29/40
Este modelo era um clone do Karabiner 98k, produzido na fábrica de Radom para a Alemanha. A empresa austríaca Steyr assumiu o controle da fábrica e produziu fuzis para a Kriegsmarine e a Luftwaffe. O nome é um conjunto da palavra alemã para fuzil "gewehr", os dois últimos dígitos do número do modelo polonês 29 e os dois últimos dígitos do ano em que foi colocado em produção para os alemães, 40. Esses fuzis podem ser identificados pela marcação G29/40 em seu receptor. Às vezes, este modelo também recebe a designação de país (ö), para österreichisch (Áustria). A designação resultante seria Gewehr 29/40(ö).

## Operadores
- Reino do Afeganistão: 100
- Alemanha Nazista: Alguns capturados em 1939, o restante produzido durante a ocupação da Polônia.
- Palestina: 1.697
- República da China: 12.450
- Arábia Saudita: 13.000
- Segunda República Polonesa: Cerca de 250.000, fuzil padrão durante a década de 1930.
- União Soviética: Alguns capturados em 1939.
- República Espanhola: 95.894, embora muitos não tivessem marcações polonesas, havia exemplos documentados de alguns que as mantinham.[3]
- Espanha Nacionalista: capturados dos republicanos.

Cerca de 10.561 foram exportados para clientes desconhecidos, provavelmente a República Espanhola ou o Estado Espanhol.